# یان بالینگر
یان بالینگر (انگلیسی: Ian Ballinger; ۲۱ اکتبر ۱۹۲۵ – ۲۴ دسامبر ۲۰۰۸) ورزشکار ورزش تیراندازی اهل نیوزیلند بود.
وی در مسابقات کشوری و بین‌المللی در مجموع برندهٔ ۱ مدال برنز شده‌است.